# Ику-Турсо (подводная лодка)
Ику-Турсо (фин. Iku-Turso, по имени мифического морского обитателя) — подводная лодка типа «Ветехинен» ВМC Финляндии времён Второй мировой войны.

## История создания
Подлодка была построена на верфи в Турку. Спущена на воду в мае 1931 года.

## Сведения о лодках
7 июля 1941 года субмарина под командованием лейтенанта-командира Пекканена и субмарина «Ветехинен» совершили минную постановку восточнее острова Экхольм.
В некоторых[где?] источниках указано, что 27 октября 1942 года подлодка «Ику-Турсо», преследуя подлодку Щ-320, потопила её в Аландском море. Авторы книги «Щуки. Легенды Советского подводного флота» опровергают эту версию, так как Щ-320 погибла на минах ранее, а «Ику-Турсо» безуспешно атаковала Щ-307.